# Кларендон (Арканзас)
Кларендон (енгл. Clarendon) град је у америчкој савезној држави Арканзас.

## Демографија
По попису из 2010. године број становника је 1.664, што је 296 (-15,1%) становника мање него 2000. године.
| Група             | 2000.         | 2010.         |
| Белци             | 1.302 (66,4%) | 1.014 (60,9%) |
| Афроамериканци    | 592 (30,2%)   | 571 (34,3%)   |
| Азијати           | 1 (0,1%)      | 0 (0,0%)      |
| Хиспаноамериканци | 46 (2,3%)     | 45 (2,7%)     |
| Укупно            | 1.960         | 1.664         |